# Hyalomantis
Genre
Hyalomantis est un genre d'insectes de la famille des Nanomantidae (ordre des Mantodea). 

## Répartition
Les espèces de ce genre sont endémiques de Madagascar,.

## Description
Le genre regroupe de petites mantes, vert pâle avec les deux sexes complètement ailés, dont la longueur de la tête à l'extrémité de l'abdomen varie de 15 à 30 mm. Toutes les espèces, comprimées dorso-ventralement, ont un pronotum court dont la longueur est égale ou inférieure à celle du coxa antérieur. Le mâle et la femelle ont un corps élancé. 
La tête est plus large que longue avec un vertex droit ou légèrement concave médialement, sans lobes juxta-oculaires, mais qui devient convexe latéralement avant de toucher les yeux. Les yeux sont arrondis et dépassent le profil de la tête latéralement et antérieurement. Les ocelles sont grands chez les mâles et légèrement réduits chez les femelles. Ils reposent tous sur une expansion légèrement surélevée de la cuticule, ce qui leur confère une position subtilement prononcée au centre de la tête. Le sclérite frontal est très transversal et plat. La partie médiane du bord supérieur s'étend entre les sites d'insertion des antennes et intègre l'ocelle central. Le bord inférieur est légèrement ou nettement concave. Le clypéus, transversal et très étroit, présente un bord supérieur convexe, qui n'est arqué qu'au milieu, avec des bords latéraux non parallèles qui sont les plus éloignés dans les coins supérieurs. Le bord inférieur est soit droit, soit forme une petite lèvre médiane avec un bord par ailleurs concave. Les antennes sont pâles et filiformes mais très fines chez les femelles. Les palpes sont pâles chez les deux sexes et ont généralement une extrémité foncée.
Le pronotum est court, large, aplati et elliptique. Il est égal ou légèrement supérieur à deux fois sa longueur par rapport à sa largeur avec un carénage distinctif sur la face dorsale de la prozone et de la métazone. La métazone est plus ou moins étroite selon espèces. Le bord latéral et la surface dorsale du pronotum sont lisses.
Les élytres sont larges avec la zone costale irrégulièrement et faiblement réticulée. Ils sont hyalin chez le mâle et opaque chez la femelle. La veine médiastinale est contiguë aux veines radiales et la zone discoïde est hyaline chez le mâle et sub-opaque chez la femelle et faiblement réticulée. Les ailes antérieures sont vert pâle hyalines chez les mâles et opaques chez les femelles. La nervure sous-costale est la plus proche de la nervure radiale dans la première moitié et un peu plus éloignée ensuite. Le ptérostigma est peu visible. Les ailes postérieures sont hyalines avec le champ costal plus ou moins opaque.
Les membres antérieurs ont des coxae minces et longues avec des bords lisses. Les fémurs ont le bord supérieur relevé avec le sillon unguéal en position médiane ou dans le tiers inférieur et présentent trois épines discoïdales,, quatre épines externes, et de douze ou treize épines internes. Les fémurs sont crénelés entre les épines externes et en dehors de celles-ci. Les tibias ont de 11, à quinze épines externes et de dix à treize épines internes avec le basitarse beaucoup plus long que les autres segments réunis.
Les pattes médianes et postérieures sont plutôt longues et minces. Le basitarse est à peu près aussi long que les autres segments réunis pour les pattes méso-thoraciques et plus long pour les pattes méta-thoraciques. Les métatarses postérieurs sont plus longs que les articulations du reste du corps.
L'abdomen est mince chez les mâles et modérément élargi chez les femelles. La plaque supra-anale est à peu près aussi longue que large, triangulaire, à apex arrondi et ne recouvrant pas l'ovipositeur chez les femelles. Les cerques sont allongés, grêles et de section circulaire. La plaque sub-génitale mâle présente des bords convexes et porte des stylets assez longs. Les organes génitaux mâles sont à peine sclérotisés. L'épi-phallus droit est de forme classique. Le titillateur présente un apex arrondi. Le pseudo-phallus a également un apex arrondi et l'hypo-phallus présente de petits lobes.

## Systématique
Le genre Hyalomantis a été décrit par l'entomologiste italien Ermanno Giglio-Tos en 1915 avec pour espèce type Hyalomantis madagascariensis (Saussure, 1870).

### Publication originale
- (it) Ermanno Giglio-Tos, « Mantidi esotici. Generi e specie nuove », Bullettino della Società Entomologica Italiana, Florence, vol. 46,‎ 1915, p. 134-200 (ISSN 1126-277X, lire en ligne, consulté le 30 décembre 2024).

### Liste des espèces
Ce genre contient quatre espèces :
- Hyalomantis antsingica Svenson & Roy, 2011[2]
- Hyalomantis madagascariensis (Saussure, 1870)
- Hyalomantis murzini Svenson & Roy, 2011[2]
- Hyalomantis whitingi Svenson & Roy, 2011[2]